# Itabi
Itabi este un oraș în Sergipe (SE), Brazilia.